# ری اسپدن
ری اسپدن (انگلیسی: Ray Aspden; ۶ فوریهٔ ۱۹۳۸ – ۲۴ اوت ۲۰۲۱) بازیکن فوتبال اهل بریتانیا بود.
از باشگاه‌هایی که در آن بازی کرده‌است می‌توان به باشگاه فوتبال بولتون واندررز اشاره کرد.